# Уоррентон (тауншип, Миннесота)
Уоррентон (англ. Warrenton) — тауншип в округе Маршалл, Миннесота, США. На 2000 год его население составило 93 человек.

## География
По данным Бюро переписи населения США площадь тауншипа составляет 91,8 км², из которых 91,8 км² занимает суша, водоёмов нет.

## Демография
По данным переписи населения 2000 года здесь находились 93 человека, 31 домохозяйство и 27 семей. Плотность населения —  1,0 чел./км². На территории тауншипа расположено 38 построек со средней плотностью 0,4 построек на один квадратный километр. Расовый состав населения: 98,92 % белых и 1,08 % коренных американцев.
Из 31 домохозяйства в 48,4 % воспитывались дети до 18 лет, в 80,6 % проживали супружеские пары, в 6,5 % проживали незамужние женщины и в 12,9 % домохозяйств проживали несемейные люди. 12,9 % домохозяйств состояли из одного человека, при том 3,2 % из — одиноких пожилых людей старше 65 лет. Средний размер домохозяйства — 3,00, а семьи — 3,30 человека.
35,5 % населения — младше 18 лет, 1,1 % — в возрасте от 18 до 24 лет, 31,2 % — от 25 до 44, 24,7 % — от 45 до 64, 7,5 % — старше 65 лет. Средний возраст — 36 лет. На каждые 100 женщин приходилось 138,5 мужчин. На каждые 100 женщин старше 18 приходилось 114,3 мужчин.
Средний годовой доход домохозяйства составлял 42 083 доллара, а средний годовой доход семьи —  42 500 долларов. Средний доход мужчин —  29 375  долларов, в то время как у женщин — 23 750. Доход на душу населения составил 15 356 долларов.